# NGC 4751
NGC 4751 is een elliptisch sterrenstelsel in het sterrenbeeld Centaur. Het hemelobject werd op 15 maart 1836 ontdekt door de Britse astronoom John Herschel.

## Synoniemen
- ESO 323-29
- MCG -7-27-11
- DCL 340
- IRAS 12500-4223
- PGC 43723